# Inmigración india en México
Los indios en México destacan entre inmigrantes asiáticos de origen musulmán radicados principalmente en Baja California, que huyeron del occidente de la India debido a la persecución religiosa en su país, con destino a territorio mexicano en el afán, en muchos casos, de cruzar a los Estados Unidos en los años 40. Los indios se establecieron principalmente en las ciudades de Ensenada, Tijuana, Mexicali y Guadalajara. Según el censo del año 2020, había 2656 personas originarias de la India residiendo en México.
En el municipio de Tecate se fundó la primera localidad poblada por indios en el año de 1941, se dedicaron al cultivo de algodón y de hortalizas, en los valles altos del municipio cercanos al Cuchumá.
En la zona metropolitana de la Ciudad de México en barrios cómo Colonia del Valle, Santa Fe, Colonia Condesa, San Ángel, Ciudad Satélite, Lomas Verdes reside la comunidad india de la Ciudad de México.

## Religión

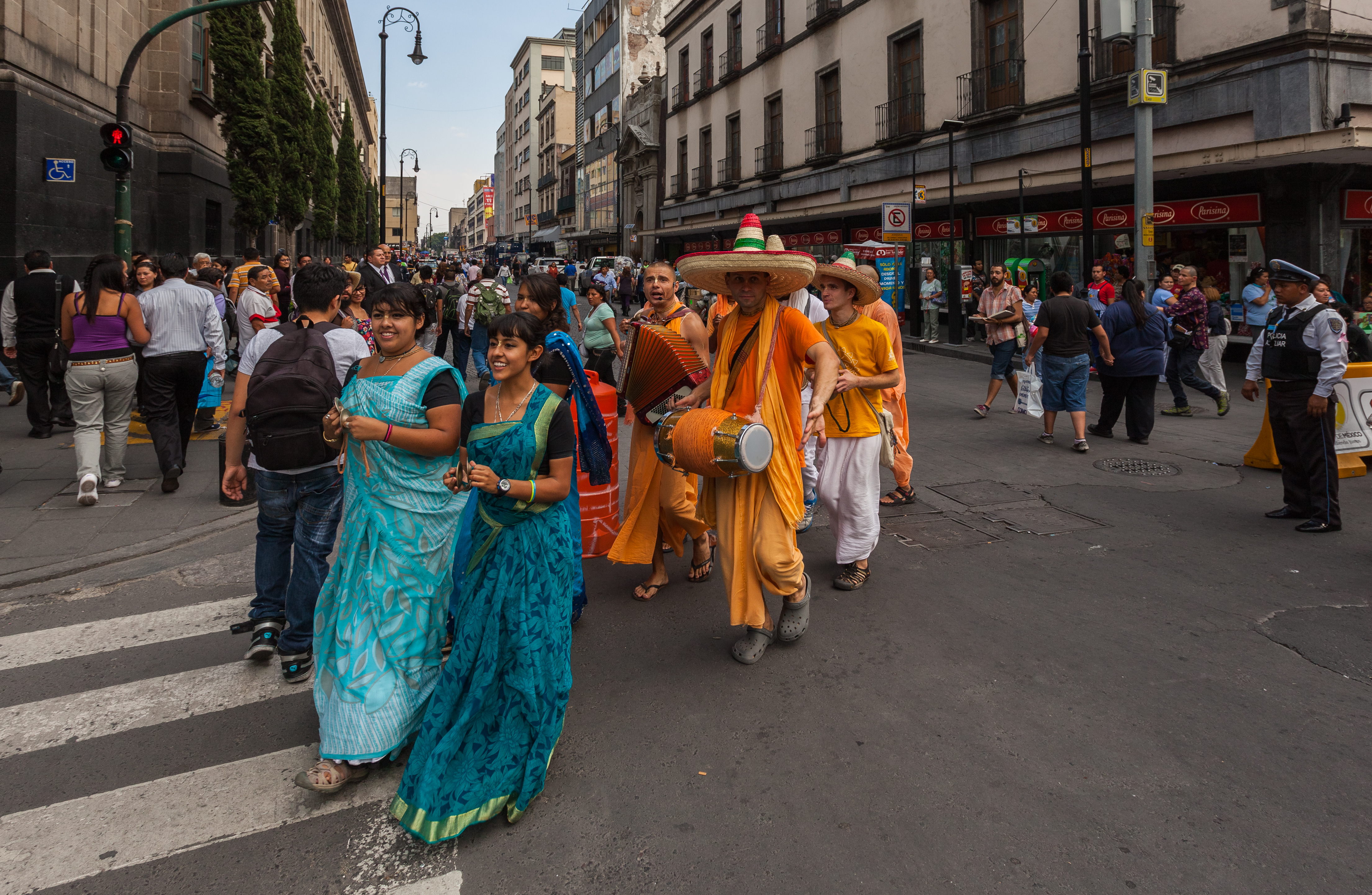
Budistas en Ciudad de México

La religión que profesan los indios en México, mayoritariamente es el islam y la religión bahái, ya que los primeros migrantes vinieron del oeste de la India, le sigue el hinduismo y cristianismo católico, así como el vaisnavismo (hare krishna) y el budismo.
El budismo en México posee una gran presencia demográfica, principalmente entre los jóvenes y adultos jóvenes. Aproximadamente 108,701 budistas se encuentran en México. También una de las seis casas del Tíbet en el mundo - Casa Tíbet México - está localizada en la Ciudad de México. Es utilizado por el Dalái lama y otros líderes del budismo tibetano para preservar y compartir la cultura tibetana y la espiritualidad. Además hay dos instituciones de la tradición Theravada, el budismo, el Monasterio Budista Theravada y la Casa de Meditación Vipassana. Por otro lado podemos encontrar por lo menos 30 grupos budistas en México.
En Tijuana, el hinduismo se presenta de manera heterogénea y difusa entre la población. Se encuentra tanto entre indohindúes establecidos como entre creyentes locales que, tras un proceso de búsqueda espiritual, se identifican como seguidores de alguna corriente del hinduismo.
Una parte de la comunidad indohindú en Tijuana practica su religión cruzando la frontera hacia Estados Unidos, especialmente hacia San Diego, California, donde pueden obtener productos religiosos importados de su país y visitar templos hindúes. Aquellos sin visa para cruzar la frontera realizan sus prácticas en casa, utilizando pequeños altares. Esta adaptación en contextos de movilidad y en una comunidad minoritaria les permite ajustar los rituales a su entorno nuevo, al mismo tiempo que reconfiguran roles de género, costumbres y sus lazos con su país de origen y de residencia. Esta situación contrasta con otras religiones en la región, ya que el hinduismo en Tijuana no se practica predominantemente en comunidades congregadas.

## Indios residentes en México
- Shri Krishna Singh Singh, ingeniero en minas, geofísico, investigador y académico